# Bez oręża
Bez oręża – dwutomowa powieść historyczna Zofii Kossak z dziejów piątej wyprawy krzyżowej, wydana po raz pierwszy w 1937 r. przez Księgarnię św. Wojciecha.

## Wydania i adaptacje
Powieść jest kontynuacją powieści "Krzyżowcy" i "Król trędowaty". Autorka przedstawia ostatnie próby odzyskania Grobu Świętego za pontyfikatu Innocentego III, przeciwstawiając rycerski orężny ideał chrześcijaństwa postawie św. Franciszka z Asyżu. Książka miała kilkanaście wydań. Została przełożona na język: angielski (1944; dwa wydania), czeski (1973), duński (1946; dwa wydania), francuski (1947), hiszpański (1945), niemiecki (1948), norweski (1948), portugalski (1945), słowacki (1945), szwedzki (1945). Adaptacja radiowa w 1971 (druk: "Teatr Polskiego Radia" 1973, nr 3, s. 87-108). Adaptacja teatralna - 1988 (Bielsko Biała, Teatr Polski, Adaptacja - Stanisław Jastrzębski, reżyseria - Jan Sycz). 
Do lat 70. angielski przekład, pod tytułem Blessed Are the Meek (Błogosławieni cisi), osiągnął w USA nakład do 750 tysięcy egzemplarzy.

## Nieścisłości historyczne
Akcja powieści zaczyna się tuż przed zatwierdzeniem przez papieża Innocentego III reguły zakonu franciszkańskiego, co miało miejsce w 1209 roku (aczkolwiek doszło wówczas do zatwierdzenia ustnego), oraz przed wyruszeniem Jana z Brienne do Królestwa Jerozolimskiego w celu poślubienia Marii z Montferratu, co stało się ostatecznie w 1210 roku. Jednocześnie trwa agitacja do krucjaty dziecięcej, która jednak wyruszyła nie w kolejnym (jak sugeruje powieść), a w 1212 roku. Sam Jan z Brienne, według nowszych opracowań, w chwili ślubu miał jedynie około 35 lat, zatem nie był takim starym mężczyzną, jak przedstawiały go starsze źródła i powieść. Maria zmarła po porodzie już w 1212 roku, a Jan ożenił się powtórnie w 1214 roku ze Stefanią z Armenii, zatem szczegóły wątku romansowego z Blanką z Szampanii, która według powieści była konkurentką Marii, lecz przybyła do Królestwa Jerozolimskiego dopiero po śmierci papieża Innocentego III (1216), nie mają pokrycia w faktach. Co więcej, Blanka hrabina Szampanii od 1201 roku pozostawała wdową (po zmarłym młodo Tybaldzie III), a sama zmarła dopiero w 1229 roku.